# Сальхов, Ульрих
Карл Эми́ль Ю́лиус У́льрих Са́льхов (швед. Karl Emil Julius Ulrich Salchow; 7 августа 1877, Копенгаген, Дания — 18 апреля 1949, Стокгольм, Швеция) — шведский фигурист, Олимпийский чемпион 1908 года в фигурном катании, 10-кратный (с 1901 по 1905 и с 1907 по 1911) чемпион мира, 9-кратный (с 1893 по 1913) чемпион Европы. Деятель шведского и международного спортивного движения.

## Спортивная карьера
На Олимпийских играх 1908 года, в программу которых впервые было введено фигурное катание, Сальхов завоевал золотую медаль за исполнение индивидуальной программы (Николай Панин-Коломенкин получил золотую медаль за исполнение специальных фигур). Защитить свой титул на следующей Олимпиаде Сальхов не смог, так как Международный Олимпийский комитет решил не проводить соревнования по фигурному катанию на Играх 1912 года. Сальхов принял участие ещё в одной Олимпиаде, в 1920 году, но тогда он, уже 42-летний, не попал на пьедестал, а стал лишь четвёртым.
По количеству выигранных чемпионатов мира (десять золотых медалей) Сальхов делит первое место в истории с норвежской фигуристкой Соней Хени.
В 1909 году Сальхов исполнил прыжок с заходом спиной вперёд и, совершив полный оборот в воздухе, приземлился на маховую ногу, этот прыжок назван в его честь сальховом. Он изобрел также фигуру «крюк». 
Но наибольшего успеха Сальхов добился на выступлениях по фигурам.

## После спорта
После окончания любительской карьеры Сальхов не покинул спорт. Он стал третьим президентом Международного союза конькобежцев и был им с 1925 по 1937 год. Кроме того, в период с 1928 по 1939 год он был председателем правления спортивного клуба AIK (Стокгольм) (sv:AIK), который в то время являлся ведущим шведским клубом в футболе, хоккее, теннисе и других видах спорта. Он был также председателем шведской велосипедной лиги (швед. Svenska Velocipedförbundet) (1904—07), шведской ассоциации конькобежцев (швед. Svenska Skridskoförbundet) (1917—20, 1923—32 и 1935—38), участвовал в руководстве шведской федерации бокса (швед. Svenska Boxningsförbundet), где был президентом с 1919 по 1932 и состоял в правлении Шведского национального спортивного совета (швед. Riksidrottsförbundet) (1911—28). Был главным судьёй на выступлениях мужчин на IV зимних Олимпийских играх.
Сальхов активно сотрудничал с Daily News и Associated Press в качестве журналиста и работал на шведском радио.
Скончался в 1949 году в Стокгольме в возрасте 71 года и похоронен на кладбище «Norra begravningsplatsen» (буквально — Северное кладбище).

## Спортивные достижения
| Соревнования            | 1895 | 1896 | 1897 | 1898 | 1899 | 1900 | 1901 | 1902 | 1903 | 1904 | 1905 | 1906 | 1907 | 1908 | 1909 | 1910 | 1911 | 1913 | 1920 |
| ----------------------- | ---- | ---- | ---- | ---- | ---- | ---- | ---- | ---- | ---- | ---- | ---- | ---- | ---- | ---- | ---- | ---- | ---- | ---- | ---- |
| Летние Олимпийские игры |      |      |      |      |      |      |      |      |      |      |      |      |      | 1    |      |      |      |      | 4    |
| Чемпионаты мира         |      |      | 2    |      | 2    | 2    | 1    | 1    | 1    | 1    | 1    |      | 1    | 1    | 1    | 1    | 1    |      |      |
| Чемпионаты Европы       |      |      |      | 1    | 1    | 1    | 3    |      |      | 1    |      | 1    | 1    |      | 1    | 1    |      | 1    |      |
| Чемпионаты Швеции       | 1    | 1    | 1    |      |      |      |      |      |      |      |      |      |      |      |      |      |      |      |      |